# Auguste Vallet de Viriville
Auguste Vallet de Viriville (Parigi, 23 aprile 1815 – Parigi, 20 febbraio 1868) è stato un archivista e storico francese.

## Biografia
Ricevette la sua formazione presso l'École nationale des chartes a Parigi, prendendo la laurea come archivista-paleografo nel 1837. In seguito, lavorò come archivista per il dipartimento di Aube, e nel 1847 raggiunse la cattedra presso l'École des Chartes.
Servì come vice-presidente della Société de l'Ecole des Chartes, e fu membro residente della Société Nationale des Antiquaires de France (1855-68).

## Opere principali
- Les archives historiques du département de l'Aube, 1841.
- Essai sur les archives historiques du chapitre de l'Eglise Cathédrale de Notre-Dame à St-Omer (Pas-de-Calais), 1844.
- Histoire de l'instruction publique en Europe et principalement en France, 1849.
- Des ouvrages alchimiques attribués à Nicolas Flamel, 1856.
- Chronique de Charles VII; (editore; 3 volumi, 1858)
- Chronique de la Pucelle, ou Chronique de Cousinot; (editore, 1859).
- Histoire de Charles VII, roi de France, et de son epoque, 1403-1461 (3 volumes, 1863–65)
- Procès de condamnation de Jeanne d'arc dite la Pucelle d'Orléans, 1867.[3]